# Edda Media
Edda Media er et af Norges førende medievirksomheder med en række lokale aviser, radio- og tv-kanaler, og flere nationale nichekanaler og trykkeriselskaber. Selskabet hed Orkla Media indtil Orkla i 2006 solgte selskabet til britiske Mecom.
Selskabet udgiver dagblade i bl.a. Norge, Danmark, Sverige, Polen, Litauen, Ukraine og har derudover aktiviteter i Tyskland og Finland. I Danmark ejer selskabet Det Berlingske Officin, der bl.a. er moderselskab for 14 dagblade og op imod 50 lokalaviser.

## Ekstern henvisning
- Edda Media Arkiveret 11. august 2007 hos  Wayback Machine

| Firma | Spire Denne artikel om et firma eller en virksomhed i Norge er en spire som bør udbygges. Du er velkommen til at hjælpe Wikipedia ved at udvide den. |